# Linda Jackson
Linda Jackson (ur. 13 listopada 1958 w Montrealu) – kanadyjska kolarka szosowa, brązowa medalistka mistrzostw świata.

## Kariera
Pierwszy sukces w karierze Linda Jackson osiągnęła w 1994 roku, kiedy zdobyła srebrny medal w wyścigu ze startu wspólnego podczas igrzysk Wspólnoty Narodów w Victorii. Wynik ten powtórzyła na rozgrywanych cztery lata później igrzyskach Wspólnoty Narodów w Kuala Lumpur. W międzyczasie wywalczyła brązowy medal w tej samej konkurencji na mistrzostwach świata w Lugano w 1996 roku. W zawodach tych wyprzedziły ją jedynie Szwajcarka Barbara Heeb oraz Litwinka Rasa Polikevičiūtė. W 1996 roku wystartowała także na igrzyskach olimpijskich w Atlancie, gdzie była dziewiąta w indywidualnej jeździe na czas, a wyścigu ze startu wspólnego nie ukończyła. Ponadto wielokrotnie zdobywała medale mistrzostw kraju, w tym sześć złotych.